# Pedicia (Pedicia) parvicellula
Pedicia (Pedicia) parvicellula is een tweevleugelige uit de familie Pediciidae. De soort komt voor in het Nearctisch gebied.